# 19019 Sunflower
19019 Sunflower este un asteroid din centura principală de asteroizi.

## Descriere
19019 Sunflower este un asteroid din centura principală de asteroizi. A fost descoperit pe 17 septembrie 2000 la Olathe (Kansas) de Larry Robinson (astronom). Asteroidul prezintă o orbită caracterizată de o semiaxă mare de 2,55 ua, o excentricitate de 0,18 și o înclinație de 4,9° în raport cu ecliptica.